# Arum maculatum
Arum maculatum, se denomina comúnmente aro, nombre con el que también se denominan a otras especies del género Arum.

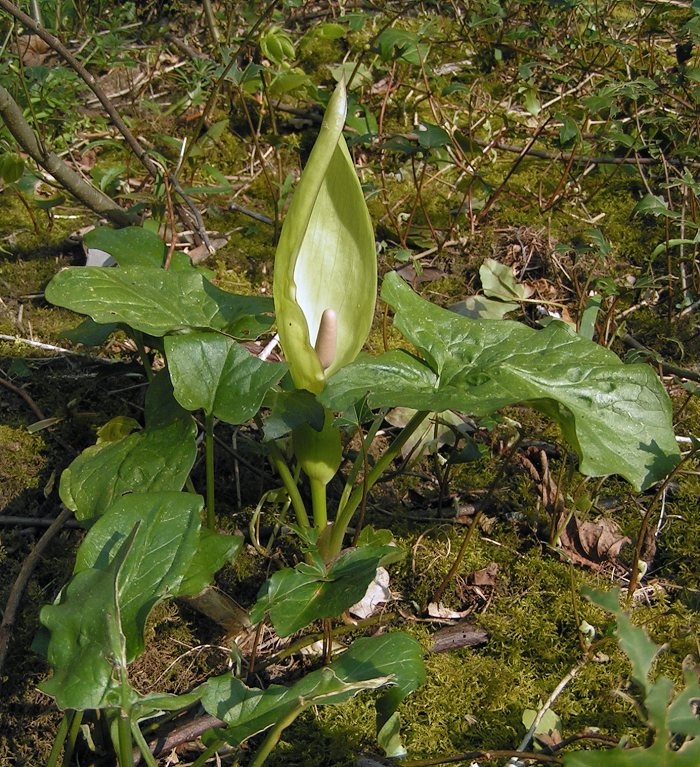
Espadice

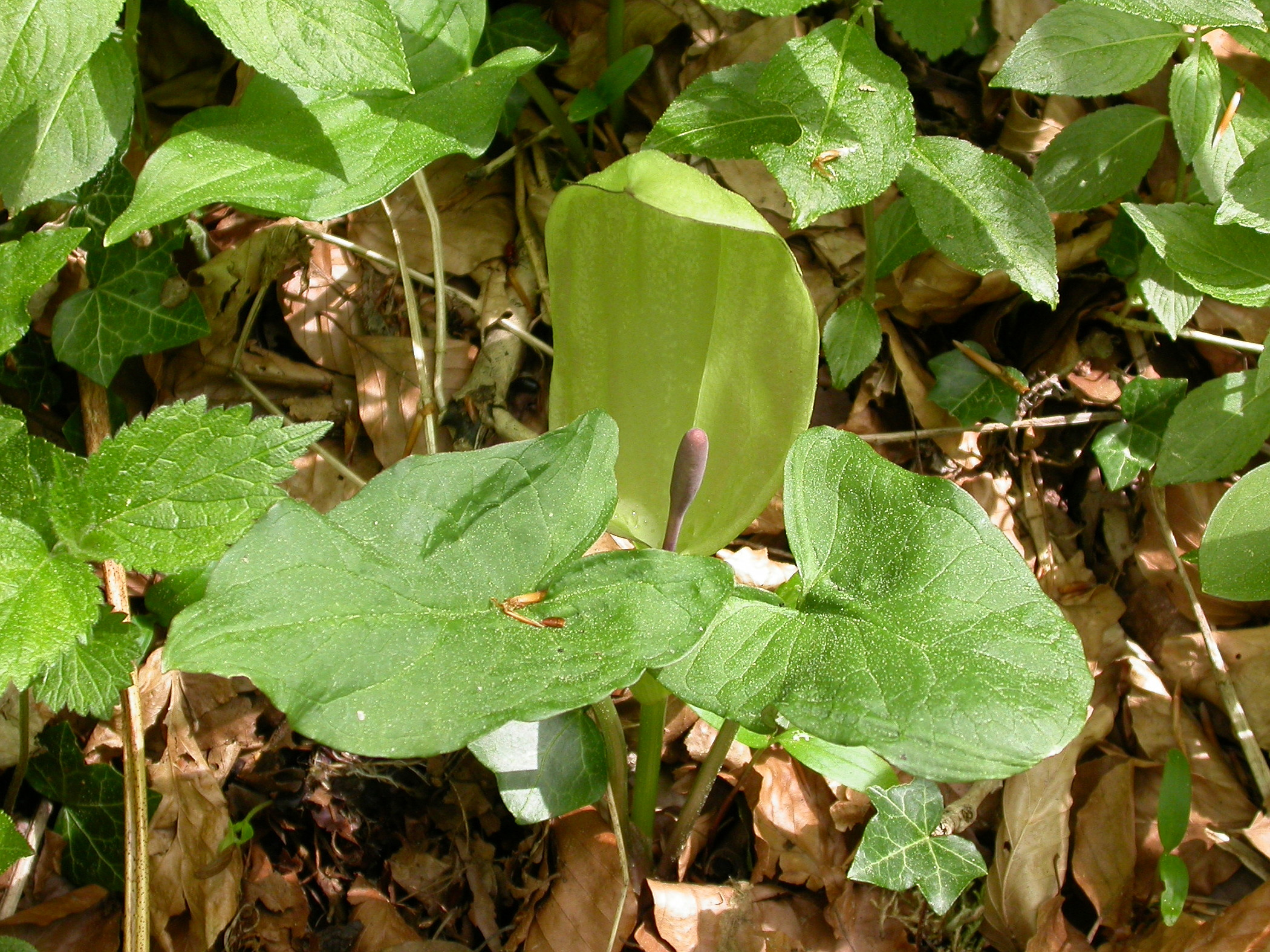
Planta joven

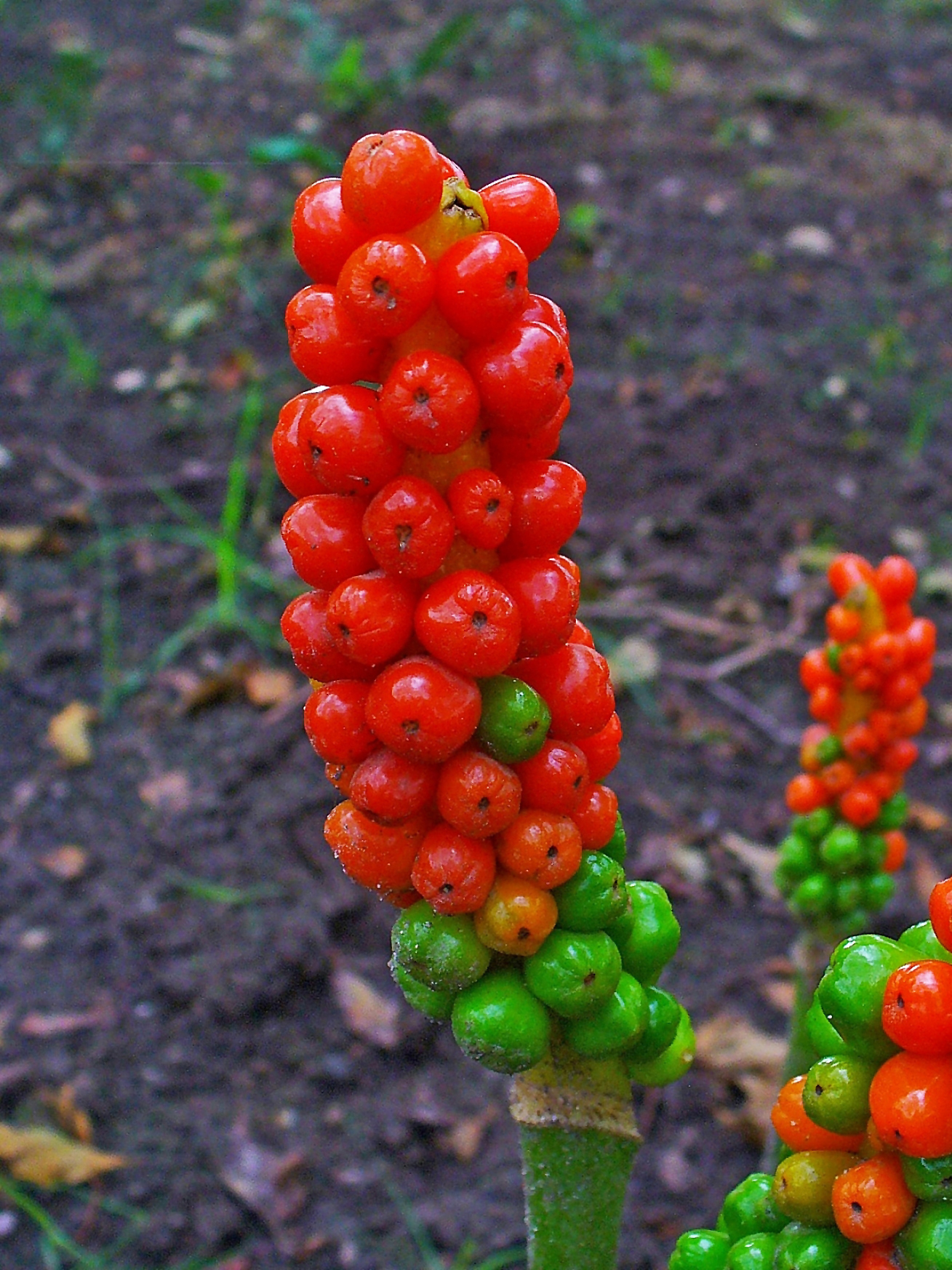
Frutos

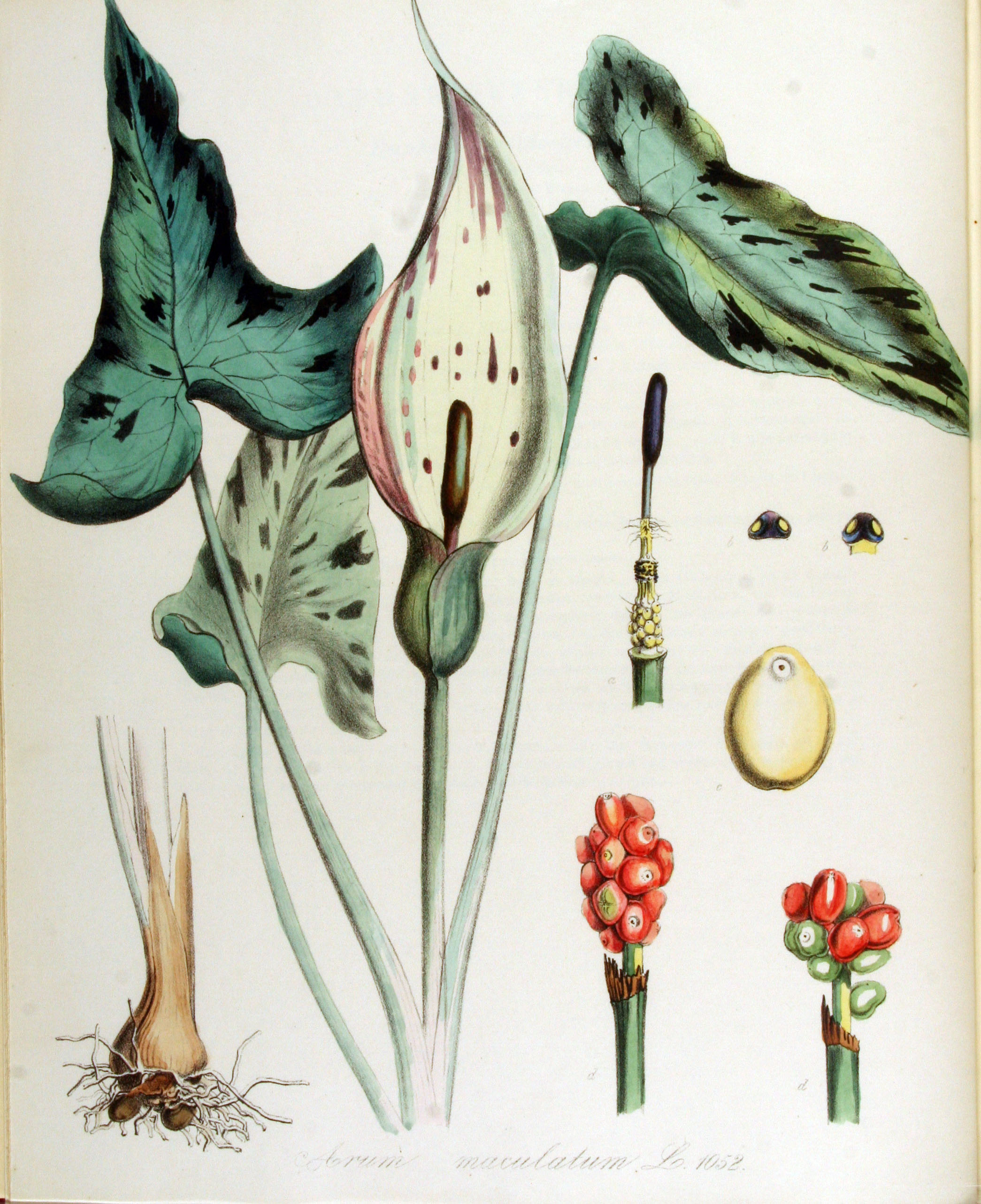
Ilustración de Flora Batava

## Descripción general
El aro es una planta perenne, herbácea y rizomatosa de 25-40 cm, con un rizoma horizontal de 2 cm . Sus hojas son acusadamente sagitadas de más de 20 cm, asemejándose a lanzas, ya que sus peciolos llegan a medir hasta 25 cm.
Las flores son bastante características, y se asemejan a un racimo pequeño de 1 cm aproximadamente, y se encuentran en un espádice pardo-rojizo, rodeado de una espata blanca. Florece en primavera. Los frutos son bayas rojas brillante agrupadas en un racimo.

## Usos medicinales y principios activos
Arum maculatum tiene muchas propiedades medicinales, en infusión o cataplasmas puede emplearse en catarros, como expectorante; las hojas frescas para las quemaduras, incluso los rizomas para los callos.
Pero no hay que tomar esta planta más que a dosis rigurosamente prescritas, debido a su alta toxicidad. Debido al grave riesgo que entraña esta planta sólo se usará bajo estricto control médico.

## Taxonomía
Arum maculatum fue descrita por Carlos Linneo y publicado en Species Plantarum 966. 1753.
Etimología
Arum: nombre genérico del griego aron que significa "calor" y se refiere al hecho de que estas plantas cuando están en plena floración emiten calor. (característica particular del género).
maculatum: epíteto latino que significa "con manchas".
Variedades
- Arum maculatum forma flavescens Melzer ex Riedl
- Arum maculatum forma flavescens Riedl
- Arum maculatum forma immaculatum (Mutel) Atopa
- Arum maculatum forma roseum (Grembl. ex Engl.) Riedl
- Arum maculatum forma scolopendriforme Priszter ex Horvat
- Arum maculatum forma spathulatum Terpó
- Arum maculatum forma tetrelii (Corb.) Terpó
- Arum maculatum subsp. pyrenaeum (Dufour) Nyman
- Arum maculatum var. flavescens Melzer ex Janch.
- Arum maculatum var. immaculatum Mutel
- Arum maculatum var. immaculatum Rchb.
- Arum maculatum var. karpatii Terpó
- Arum maculatum var. malyi (Schott) Engl.
- Arum maculatum var. pyrenaeum (Dufour) Engl.
- Arum maculatum var. roseum Grembl. ex Engl.
- Arum maculatum var. tetrelii Corb.
- Arum maculatum var. vulgare (Lam.) Engl.
- Arum maculatum var. zelebori (Schott) Beck

Sinonimia
- Arisarum maculatum (L.) Raf.
- Arum gracile Unverr. ex Schott
- Arum heldreichii Orph. ex Boiss.
- Arum immaculatum (Rchb.) Rchb.
- Arum italicum var. amoenum Engl.
- Arum malyi Schott
- Arum orientale subsp. amoenum (Engl.) R.R.Mill
- Arum pyrenaeum Dufour
- Arum trapezuntinum Schott ex Engl.
- Arum vernale Salisb.
- Arum vulgare Lam.
- Arum zelebori Schott[5]

## Nombres comunes
- Castellano: achitabla de culebra, alcatrax, araa, aro, aro maculado, aro manchado, arón, arun, barba de Aarón, barba de arón, cala, candiles, comida culebras, culebreña, culebrera, dragontia menor, hoja de culebra, hojas de fuego, humillo, jarillo, jaro, jarro, jumillo, manto, pie de becerro, primaveras, rabiacana, rejalgar, sumillo, sumillo loco, taragontia, tragontina, vela del diablo, velas del diañu, yarillo, yaro, yaro común, yerba del quemado, zumillo.[6]